# Filharmonia Nowojorska
Filharmonia Nowojorska (ang. New York Philharmonic, NYPO) – amerykańska orkiestra symfoniczna zaliczana do tzw. Wielkiej Piątki orkiestr USA.
Jest najstarszą nieprzerwanie działającą orkiestrą w USA i jedną z najstarszych na świecie. Jej siedzibą jest David Geffen Hall, mieszcząca się w nowojorskim Lincoln Center w Upper West Side na Manhattanie. Od 2018 dyrektorem muzycznym NYPO jest Jaap van Zweden.

## Historia
W 1842 powstało Philharmonic Society of New York – organizacja zrzeszająca muzyków, której założycielem był skrzypek i dyrygent Ureli Corelli Hill. 7 grudnia tegoż roku odbył się koncert inauguracyjny; 60 muzyków pod batutą Hilla zagrało m.in. V Symfonię Beethovena, w Apollo Rooms na Broadwayu przed publicznością liczącą 600 osób. W pierwszym sezonie odbyły się trzy koncerty, a przez cały XIX wiek Filharmonia grała od czterech do ośmiu różnych programów każdego sezonu, w tym pierwsze amerykańskie wykonania II, III, IV, VII, VIII i IX Symfonii Beethovena.
W 1928 Filharmonia połączyła się z orkiestrą New York Symphony (założoną jako Towarzystwo Symfoniczne w 1878 przez Leopolda Damroscha). Odtąd oficjalna nazwa zespołu to Philharmonic-Symphony Society of New York, a jej organem zarządzającym jest The Philharmonic-Symphony Society of New York, Inc.. 
W 1930 orkiestra, prowadzona wówczas przez Arturo Toscaniniego, odbyła trasę koncertową po Europie, co dało początek wymianie kulturalnej pomiędzy krajami, w tym ze Związkiem Radzieckim (1959) i Koreą Północną (2008). W Polsce orkiestra wystąpiła 28 czerwca 2000, w Teatrze Wielkim w Warszawie.

## Dyrektorzy muzyczni/ dyrygenci
(na podstawie materiału źródłowego)
- 1842–1847 Ureli Corelli Hill
- 1848–1865 Theodore Eisfeld
- 1855–1876 Carl Bergmann
- 1876–1877 Leopold Damrosch
- 1877–1891 Theodore Thomas
- 1891–1898 Anton Seidl
- 1898–1902 Emil Paur
- 1902–1903 Walter Damrosch
- 1906–1909 Wasilij Safonow
- 1909–1911 Gustav Mahler
- 1911–1923 Josef Stránský
- 1922–1930 Willem Mengelberg
- 1928–1936 Arturo Toscanini
- 1936–1941 John Barbirolli
- 1943–1947 Artur Rodziński
- 1949–1950 Leopold Stokowski
- 1949–1958 Dimitri Mitropoulos
- 1958–1969 Leonard Bernstein
- 1971–1977 Pierre Boulez
- 1978–1991 Zubin Mehta
- 1991–2002 Kurt Masur
- 2002–2009 Lorin Maazel
- 2009–2017 Alan Gilbert
- od 2018      Jaap van Zweden